# Марія Кароліна Собеська
Марія Кароліна Собеська (пол. Maria Karolina Sobieska 25 листопада 1697 — 8 травня 1740) — внучка польського короля Яна III Собеського. Також відома під ім'ям Шарлотта, вона була останнім живим членом дому Собєських.

## Біографія
Марія Кароліна була третьою дочкою (і дитиною) Якуба Людвіка Собеського і його дружини, принцеси Гедвіги Єлизавети Нейбургської. Її молодша сестра Клементина вийшла заміж за якобитського претендента Джеймса Френсіса Едуарда Стюарта.
Серед її двоюрідних братів по батьківській лінії (діти її тітки Терези Кунегунди Собеської) були Карл VII, імператор Священної Римської імперії, і Клеменс Август Баварський, архієпископ і курфюрст Кельна. Серед її двоюрідних братів по материнській лінії була знаменита Ізабелла Фарнезе, майбутній король Португалії Жуан V, а також його дружина Марія Анна Австрійська.
Її дитинство пройшло в Сілезії. Її руки просили багато аристократів, в тому числі Антоніо Ферранте Гонзага, герцог Гуасталла. Вона відкинула пропозицію через психічне захворювання герцога.
Приїхавши в Нойбург, рідне місто матері, вона зав'язала роман з Михайлом Казимиром Радзивіллом, майбутнім великим гетьманом литовським. Вона хотіла вийти за нього заміж, але її батько не дозволив парі втекти і одружитися. Пригнічена Шарлотта хотіла покинути двір і піти в монастир, але Карл VI, Імператор Священної Римської імперії (ще один її двоюрідний брат), вирішив самостійно знайти їй відповідного чоловіка.
Ним став Фредерік Моріс де Латур д'Овернь, який був спадкоємцем суверенного герцогства Буйон, яким дім де Латур д'Овернь правив понад століття. Як спадкоємець, він іменувався принцом Тюреннським. Шарлотта вийшла заміж за Фредеріка Моріса за дорученням 25 серпня 1723 року в Нойс (сучасна Німеччина). Пара вперше зустрілася в Страсбурзі 20 вересня і офіційно стали чоловіком і дружиною.

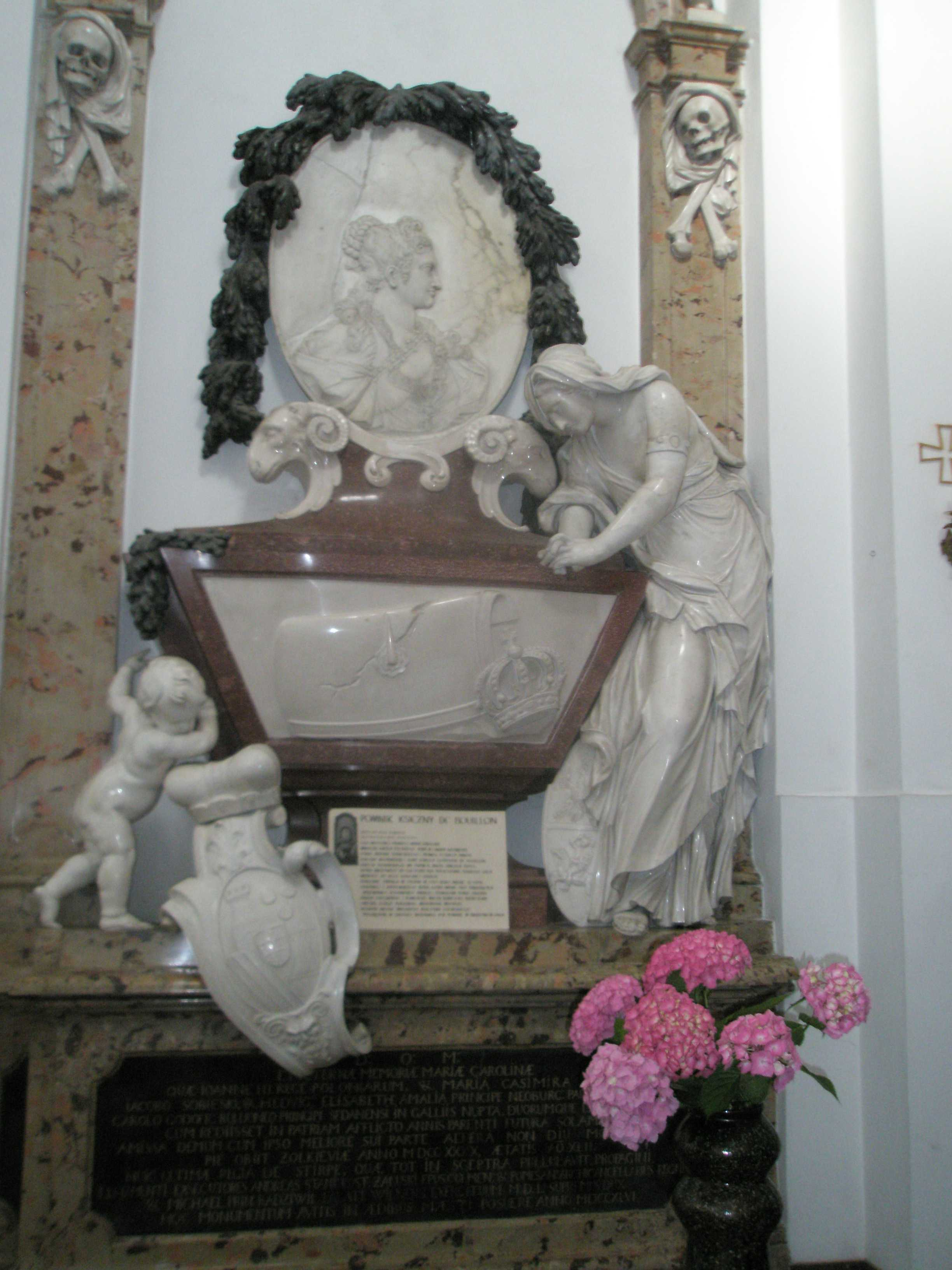
Надгробок Марії Кароліни, спроектоване в Лоренцо Маттіеллі.

При французькому дворі членів дому де Латур д'Овернь зараховували до іноземних принців. Це дало їм право зватися «Ваша Величність». Таким чином, до того, як стати герцогинею Буйонською, Шарлотту називали Її Високістю принцесою Тюреннською.
Фредерік Моріс помер в Страсбурзі 1 жовтня 1723 року, залишивши Шарлотту вдовою. Вони були одружені всього два тижні. Сім місяців по тому вона вийшла заміж за молодшого брата свого покійного чоловіка Шарля Годефруа, який тепер був принцом Тюреннським і спадкоємцем Буйона. Весілля відбулося 2 квітня 1724 року в Парижі. У шлюбі народилося двоє дітей: дочка на ім'я Марія Луїза (коханка свого двоюрідного брата Карла Едуарда Стюарта, якобитського претендента) і син Годефруа, який був передостаннім герцогом Буйона.
Шлюб не був щасливим. Подружжя розлучилося, і Шарлотта поїхала в Сілезію. Останні роки вона провела в Жовкві, намагаючись керувати маєтком свого батька, спадкоємицею якого вона була з 1737 року. Після смерті батька вона успадкувала князівство Олава, де народилася.
Перед смертю вона оголосила свого колишнього коханого Михайла Казимира Радзивілла своїм спадкоємцем. Частина її бібліотеки була передана в знамениту бібліотеку Залуських, яку змінила Національна бібліотека Польщі .
Вона була похована в церкві Святого Казимира в Варшаві, Польща. Серце Шарлотти було забальзамоване і поміщено в парафіяльну церкву Жовква. Її надгробок було спроектовано в 1747 році її колишнім коханцем. На ній видно тріщина, яка вказує на вимирання сім'ї Собєських, останнім членом якої вона була.
ЇЇ чоловік помер в 1771 році. ЇЇ син дожив до 1792 года, а її дочка була страчена в Епоху Терору під час Французької революції.

## Сім'я
Діти від другого шлюбу:
- Марія Луїз Генрієтта Жанна (15 серпня 1725 — 1793), одружена з Жюлем, принцом Гемне; залишила потомство. Була дитина від Карла Едуарда Стюарта. Гільйотинована під час Французької революції.
- Годефруа Шарль Анрі (26 січня 1728 — 3 грудня 1792), одружений з Луїзою де Лоррен, внучкою Шарля де Лоррен Марсана; залишив нащадків.